# ましろサマー
『ましろサマー』は、2011年11月25日にmanaより発売された美少女アドベンチャーゲームである。

## 解説
本作は人の思いをテーマとしたアダルトゲームであり、物語の軸である“願いを叶える真夏の雪”は、単なる願望器ではなく、奇跡からの解放のきっかけとしても扱われている。
公式ウェブサイトで公開されている体験版は澪のルートを全て収録したものである。

## ストーリー
10年前「願い事を叶えてくれる」真夏の雪が降ったというこの街で、八坂慶二は姉貴分の千尋と2人暮らし。学園では千尋やクラスメイトの将孝とゆるい部活・ミステリー研究部に属し、のんびりと平凡な毎日を送っていた。そして2年生の夏休み前、お嬢様・咲乃、水難少女・澪などと新たに知り合い、慶二の学園生活は少しずつ変わっていく…

## 登場人物
（出典：）

### 主人公
八坂 慶二（やさか けいじ）
本作の主人公。学園2年6組。両親は離婚しており、母親側に引き取られたもののすぐに母方の祖父の家へ預けられ、母親は浮気相手と蒸発してしまった。祖父が二年前に死去したため、現在は従姉の千尋と2人暮らし。学園では千尋・将孝と3人だけの「ミステリー研究部」通称ミス研に所属し、平凡でのんびりした毎日を送っている。

### ヒロイン
八坂 千尋（やさか ちひろ）
声 - ひなき藍
学園3年。慶二の従姉（母の妹の娘）。両親を早くに亡くしたため、慶二の祖父の家に引き取られ、現在は慶二と2人暮らし。のんびり天然な性格で、寝起きが悪く毎朝慶二に起こされているが、家事は優秀。学園ではミス研の部長を務めるが、あまりやる気は無い。
天城 咲乃（あまぎ さきの）
声 - 民安ともえ
学園2年。お嬢様然とした雰囲気で、よく取り巻きを引き連れている。以前は本当にお金持ちだったが、今は超貧乏生活をしており、必死にそれを隠して虚勢を張っている。
美崎 澪（みさき みお）
声 - 鈴谷まや
学園2年1組。今年の春にやってきた転校生。儚げな雰囲気で、水難の体質がありよく水に濡れている。人付き合いが苦手でおとなしいが、なぜか慶二に対しては毒舌を浴びせる。
園部 夏穂（そのべ かほ）
声 - 金田まひる
学園1年。突然「ボクのご主人さまになってください！」と慶二に飛びついてきた女の子。犬のように鎖につないで連れ回したり、一緒に遊んだりして欲しいと慶二に求めてくる。
片瀬 亜季（かたせ あき）
声 - shizuku
学園2年6組。慶二の同級生。いつも明るく元気なお人好し。ちょっと叩いただけで人間を吹き飛ばすほどの怪力を持ち、スポーツ万能で運動部の助っ人に引っ張りだこ。春樹とは幼なじみの腐れ縁。

### サブキャラクター
国枝 友恵（くにえだ ともえ）
声 - 櫻レオナ
学園2年。咲乃の取り巻きで彼女を崇拝しており、慶二を始めとした”庶民”を近づけないようにしている。
遠藤 春樹（えんどう はるき）
声 - 加古川高
学園2年6組で慶二の同級生。ナンパなお調子者で、腐れ縁の亜季にはよく怪力で吹き飛ばされている。
結城 将孝（ゆうき まさたか）
声 - 八神大輔
学園2年6組。慶二の同級生でミス研の仲間。真面目な性格で、部長の千尋を尊敬しているが、ミス研のだらだらした活動が何とかならないかと思っている。

## 制作スタッフ
- ゲームデザイナー - 魁
- 原画・キャラクターデザイン - 伊倉ナギサ
- シナリオ - 山地浩志、今科理央、魁、丘野塔也
- 音楽 - 藤宮圭、べっこー、浅野五朗、F-ACE、竹下智博、みやぢ

## 主題歌など

### 主題歌
オープニングテーマ「Pray's Color -Link-」
作詞 - 魁 / 作・編曲 - 竹下智博 / 歌 - KOTOKO
2ndテーマ「Pray's Color -Lost-」
作詞 - 魁 / 作・編曲 - 竹下智博 / 歌 - KOTOKO
エンディングテーマ「Summer Sunshine」
作詞 - 魁 / 作・編曲 - 竹下智博 / 歌 - nao

### キャラクターソング
八坂千尋テーマソング「ひかり」
作詞 - 山地浩志 / 作・編曲 - 竹下智博 / 歌 - 霜月はるか
天城咲乃テーマソング「手と手を繋いで」
作詞 - 山地浩志 / 作・編曲 - 竹下智博 / 歌 - 霜月はるか
美崎澪テーマソング「Tears」
作詞 - 魁 / 作・編曲 - 竹下智博 / 歌 - AiRI
園部夏穂テーマソング「sirius」
作詞 - 魁 / 作・編曲 - 竹下智博 / 歌 - nao
片瀬亜季テーマソング「Eternity」
作詞 - 魁 / 作・編曲 - 竹下智博 / 歌 - AiRI
※初回限定版同梱特典のサウンドトラックCD『ましろサマー Vocal Collection』に、主題歌・キャラクターソング全8曲のフルコーラスが収録されている。